# You've Come a Long Way, Baby
You've Come a Long Way, Baby är Fatboy Slims andra studioalbum, utgivet den 19 oktober 1998 och tillhör genren big beat. Flera av låtarna, bland annat Praise You och The Rockafeller Skank blev framgångsrika singelsläpp.

## Omslag
Albumets omslag har en överviktig man med en t-shirt med texten "I'm #1 so why try harder" ("Jag är nummer 1 så varför försöka") och håller i en cigarett i sin vänstra hand. Bilden är från 1983 från Fat People's Festival i Danville, Virginia och kommer från Rex Features fotobibliotek. Trots en rad förfrågningar har man inte identifierat mannen. I Nordamerika ersattes omslaget med en hylla fylld med skivor.

## Låtlista
1. "Right Here, Right Now" – 6:27
2. "The Rockafeller Skank" – 6:53
3. "In Heaven" – 3:54
4. "Gangster Tripping" – 5:20
5. "Build It Up – 5:05
6. "Kalifornia" – 5:53
7. "Soul Surfing" – 4:56
8. "You're Not from Brighton" – 5:20
9. "Praise You" – 5:23
10. "Love Island" – 5:18
11. "Acid 8000" – 7:28